# Ma vie (chanson de Alain Barrière)
 (décembre 2019).
Si vous disposez d'ouvrages ou d'articles de référence ou si vous connaissez des sites web de qualité traitant du thème abordé ici, merci de compléter l'article en donnant les références utiles à sa vérifiabilité et en les liant à la section « Notes et références ».
Ma vie est une chanson composée et interprétée par Alain Barrière, sortie en 45 tours en 1964. Elle est l'un des titres les plus connus de l'interprète.

## Accueil en France
Du fait d'une durée de 4 minutes 16, les stations de radio et la maison de disques de l'artiste jugent la chanson trop longue pour pouvoir la passer sur les ondes et émettent des réticences. Malgré cela, elle arrivera à devenir l'un des singles les plus vendus en France en 1964.
Le 45 tours s'écoulera à plus d'un demi-million d'exemplaires (un chiffre assez rare pour l'époque). La chanson atteint la première place des ventes dès le début du mois d'octobre 1964 et arrive à se faire connaître du grand public grâce aux juke-box et aux boîtes de nuit où elle est souvent diffusée.

## Accueil à l'étranger
Ma vie dépassera les frontières de la France. En dépit de n'avoir pu atteindre le marché anglo-saxon, la chanson deviendra un succès dans plusieurs pays de langue romane et se vendra à des centaines de milliers d'exemplaires.

### En Europe
En Belgique, la chanson est un succès commercial. Ma vie sera la troisième meilleure vente en Wallonie et la deuxième en Flandre en 1965.
En Italie, la chanson est l'une des plus vendues entre juillet 1965 et juillet 1966 avec près de 330 000 exemplaires.
Il en est de même en Espagne, où Ma vie est dans le Top 30 des chansons les plus vendues en 1965. D'après une liste du label RCA española de la même année, Ma vie est l'une de leurs meilleures ventes avec, entre autres, Viva Las Vegas d'Elvis Presley ou encore La plus belle pour aller danser de Sylvie Vartan (dans sa version espagnole).

### En Amérique latine
Que ce soit en Argentine, au Chili, en Uruguay ou encore au Brésil, la chanson se hisse en tête des classements musicaux. Preuve des records de ventes de la chanson, Alain Barrière se voit remettre au Brésil en 1966 le prix Chico Viola. Il est alors, avec Dalida, le seul chanteur français à avoir obtenu cette distinction.

### Au Canada
D'après une liste des plus grands hits au Canada de 1965 réalisée avec les informations fournies par les fabricants et les distributeurs de disques, Ma vie est l'une des meilleures ventes cette année-là au Canada francophone.

## Divers
Dans ses mémoires, Hervé Vilard raconte qu'Alain Barrière lui a un jour intenté un procès, l'accusant d'avoir plagié Ma vie pour sa chanson Rêveries, avant d'ajouter : « Barrière a perdu devant la cour. J’ai démontré que le chanteur breton à la teinture noire n’avait pas le talent de Schubert ou de Bach, deux compositeurs dont je me suis fortement inspiré. Comme lui d’ailleurs ! ».

## Classements
| Pays     | Drapeau de l'Argentine | ( ) | Drapeau de la Bolivie | Drapeau du Brésil | Drapeau du Chili | Drapeau de l'Espagne | Drapeau de la France | Drapeau de l'Italie | Drapeau du Pérou | Drapeau de l'Uruguay |
| Position | 1                      | 1   | 3                     | 1                 | 8                | 11                   | 1                    | 9                   | 9                | 2                    |